# Felipe Rodríguez
(Nume spaniole: primul, numele de familie al tatălui : Rodríguez, al doilea, numele de familie al mamei: Quiñones)
Luis Felipe Rodríguez Quiñones, de asemenea cunoscut sub numele de „La Voz” („Vocea”), (n. 8 mai 1926, Caguas, Puerto Rico, Porto Rico – d. 26 mai 1999, San Juan, Puerto Rico), a fost un cântăreț de bolero. Este considerat cel mai popular cântăreț portorican al anilor 1950, pe baza vânzărilor de discuri și a recordurilor de audiență live. Multe dintre înregistrările lui Rodríguez sunt adesea considerate a fi clasice în Puerto Rico.

## Biografie
Artist care a marcat o întreagă eră în pentagrama portoricană, Luis Felipe Rodríguez Quiñones s-a născut în 1926 în cartierul Savarona din municipalitatea Caguas ca fiul unui fermier și al unei moașe. A avut o copilărie grea, tatăl său a murit înainte de a se naște Felipe. În 1930, mama sa Carmen s-a mutat în Santurce și s-a stabilit în Barrio Obrero, un cartier muncitoresc din San Juan. Acolo, Rodríguez a mers la școală și și-a exersat în timpul liber abilitățile de cântăreț.
Mai târziu, Felipe s-a dedicat lucrărilor de tinichigerie unde Julito Rodríguez, un alt cântăreț de bolero, l-a auzit cântând și l-a invitat să formeze împreună cu Sotero Collazo, un trio numit „Los Romanceros” cu care a participat la programul de radio amator „Tribuna del Arte”, produs de Rafael Quiñones Vidal. Prima sa înregistrare cu acest trio a fost piesa „Siete besos” (în română : Șapte săruturi), fiind foarte bine primit de public. A fost întotdeauna a doua voce, iar Julito Rodríguez nu i-a permis să facă înregistrări solo, dar i-a permis să participe cântând live.

## „La Voz” (Vocea)
În 1950 s-a separat de ei pentru a organiza trio-ul Los Carpios, care mai târziu a devenit popular sub numele de Los Antares. Ulterior a format „Dúo Pérez-Rodríguez” împreună cu soția sa de atunci, continuând relația profesională cu ea mult timp după divorțul lor) și apoi a cântat solo. I s-a dat porecla, „La Voz” (Vocea), nume care avea să-i rămână pentru tot restul vieții, de către crainicul de radio din Puerto Rico, Mariano Artau.
Felipe era un iubitor de tangouri și l-a admirat pe marele Carlos Gardel, așa cum el însuși îl numea „maestrul cântecului”, influențat de acest mare artist, a convertit multe dintre tangourile de succes în bolero și bolero tango precum La última copa, Rosas de Otoño, Sentimiento gaucho, Amor Borracho, El huérfano, Tomo y obligo, El solitario, printre multe altele.

## Turneul în Statele Unite
Rodríguez a făcut un turneu în Statele Unite, unde a doborât recordurile de prezență și bilete stabilite anterior pentru publicul hispanic de cântăreața argentiniană Libertad Lamarque. În 1954, Rodríguez l-a întâlnit pe Pedro Ortíz Davila („Davilita”) și a format un duo de mare succes, cântând în locuri precum Teatro Puerto Rico. Chiar dacă vocea lui „Davilita” nu era la fel de clară ca în tinerețe, totuși au reușit să aibă multe hituri împreună, în special piesa lui Pedro Flores „La Rosa Blanca” (Trandafirul alb). În anii 1960, cei doi împreună cu Rafael Cortijo și El Gran Combo s-au confruntat cu noul val de muzică rock care invada insula (Puerto Rico).

## Ultimii ani
În anii 1980, Rodríguez a continuat să înregistreze și a avut hituri cu „Por Primera Vez” (1983) (Pentru prima dată) și „Juntos otra Vez” (1986) (Împreună din nou). În 1987, a reușit să-și realizeze unul dintre visele când a cântat la Centrul Luis A. Ferre pentru Arte Frumoase din San Juan. În anii 1990, Rodríguez a continuat să fie activ ca cântăreț și, atunci când nu cânta, se afla la studioul de înregistrări producând.
Mai târziu, în anii 1990, a suferit din unei căzături de pe o scară în casa sa din Carolina, Puerto Rico, rănindu-se la spate. În cele din urmă, căderea s-a complicat cu o pneumonie care a contribuit la moartea lui. Felipe „La Voz” Rodríguez a murit pe 26 mai 1999, în San Juan, Puerto Rico.

## In memoriam
Orașul Caguas a numit auditoriul principal al Centrului său de Arte Frumoase după Felipe Rodríguez.

## Discografie selectivă
Unele dintre înregistrările sale:
- La última copa (Ultimul pahar), tangou înregistrat ca bolero
- La cama vacía
- Golondrina Viajera (Rândunica călătoare)
- Dúo Felipe y Davilita con Los Antares
- Dúo Felipe y Davilita con Los Antares Vol. 2
- Felipe Rodríguez y su Trío Los Antares acompaña a Davilita
- Felipe Rodríguez Vol. III
- Desfile melódico
- Felipe Rodríguez "La Voz" (Amor invertido) (1974)
- Parranda parrandera (1975)
- „La Voz” Felipe Rodríguez con Los Antares (1976)
- Por primera vez (1983)
- Juntos otra vez (1986)
- Los 15 más grandes éxitos de Felipe Rodríguez
- Felipe Rodriguez – De Lo Profundo De Mi Corazon